# Reseda spinescens
Reseda spinescens är en resedaväxtart som beskrevs av Oskar Schwartz. Reseda spinescens ingår i släktet resedor, och familjen resedaväxter. Inga underarter finns listade i Catalogue of Life.